# Saison 2013 de l'équipe cycliste Etixx-iHNed
La saison 2013 de l'équipe cycliste Etixx-iHNed est la première de cette équipe. 

## Préparation de la saison 2013

### Arrivées et départs
| Arrivées           | Équipe 2012                 |
| ------------------ | --------------------------- |
| Julian Alaphilippe | Armée de terre              |
| Dieter Bouvry      | EFC-Omega Pharma-Quick Step |
| Karel Hník         | Sunweb-Revor                |
| Daniel Hoelgaard   | Sandnes SK                  |
| Markus Hoelgaard   | Sandnes SK                  |
| Patrick Konrad     | Vorarlberg                  |
| Tomáš Koudela      | Virtus Villa                |
| Florian Sénéchal   | EFC-Omega Pharma-Quick Step |
| Samuel Spokes      | EFC-Omega Pharma-Quick Step |
| Petr Vakoč         | CC Étupes                   |
| Louis Verhelst     | EFC-Omega Pharma-Quick Step |
| Łukasz Wiśniowski  |                             |

| Départs | Équipe 2013 |
| ------- | ----------- |
|         |             |
|         |             |
|         |             |

## Déroulement de la saison
En mars, l'équipe obtient le maillot de meilleur grimpeur sur le Tour de l'Alentejo grâce à Karel Hník, qui échoue de peu à rapporter une victoire, terminant second de la première étape. C'est finalement Louis Verhelst qui débloque le compteur de l'équipe quelques jours plus tard lors de la Boucle de l'Artois dont il termine aussi meilleur grimpeur, course dont Łukasz Wiśniowski prend la quatrième place finale.
En avril, l'équipe est invité à plusieurs épreuves françaises, notamment au Tour de Bretagne. Louis Verhelst s'impose lors de la première étape tandis que Julian Alaphilippe remporte une étape et termine cinquième au classement général, remporté par Riccardo Zoidl. Auparavant l'équipe se distingue sur le Tour du Finistère remporté par Cyril Gautier dont Florian Sénéchal prend la sixième place, mais aussi sur le Circuit des Ardennes international où Louis Verhelst remporte à nouveau une étape.
En juin, Julian Alaphilippe apporte deux nouvelles victoires à son équipe, remportant le Grand Prix Südkärnten et une étape du Tour de Thuringe, comme Łukasz Wiśniowski. Son coéquipier Petr Vakoč, quant à lui, remporte le Tour de Slovaquie. Puis le Polonais remporte les championnats nationaux espoirs.
Juillet est le mois de Petr Vakoč. Grâce à la belle performance de Etixx-iHNed lors du contre-la-montre par équipe inaugural de son tour national, le Czech Cycling Tour, il finit à la quatrième place du classement général final, et son équipier Dieter Bouvry termine cinquième. Mais le Tchèque remporte aussi une étape, sur la lancée de sa victoire lors du Tour de la communauté de Madrid espoirs.
En août, c'est Daniel Hoelgaard qui réalise de belles performances, terminant deux fois cinquième lors du Tour du Poitou-Charentes face à des adversaires tels que Nacer Bouhanni, Yauheni Hutarovich ou Matteo Pelucchi. Entre-temps, le Croate Josip Rumac a rejoint l'équipe en tant que stagiaire, et l'équipe a obtenu deux nouveaux bouquets par Florian Sénéchal lors du Mémorial Henryk Łasak et Petr Vakoč lors du Grand Prix Kralovehradeckeho kraje.
En septembre, le Français se distingue à nouveau en remportant l'Okolo Jižních Čech, avec en prime une victoire d'étape et le classement par points.

## Coureurs et encadrement technique

### Effectif
| Cycliste           | Date de naissance | Nationalité | Équipe 2012                 |  |
| ------------------ | ----------------- | ----------- | --------------------------- |  |
| Julian Alaphilippe | 11 juin 1992      | France      | Armée de terre              |  |
| Dieter Bouvry      | 31 juillet 1992   | Belgique    | EFC-Omega Pharma-Quick Step |  |
| Karel Hník         | 9 août 1991       | Tchéquie    | Sunweb-Revor                |  |
| Daniel Hoelgaard   | 1er juillet 1993  | Norvège     | Sandnes SK                  |  |
| Markus Hoelgaard   | 4 octobre 1994    | Norvège     | Sandnes SK                  |  |
| Patrick Konrad     | 31 octobre 1991   | Autriche    | Vorarlberg                  |  |
| Tomáš Koudela      | 1er avril 1992    | Tchéquie    | Virtus Villa                |  |
| Florian Sénéchal   | 10 juillet 1993   | France      | EFC-Omega Pharma-Quick Step |  |
| Samuel Spokes      | 16 avril 1992     | Australie   | EFC-Omega Pharma-Quick Step |  |
| Petr Vakoč         | 11 juillet 1992   | Tchéquie    | CC Étupes                   |  |
| Louis Verhelst     | 28 août 1990      | Belgique    | EFC-Omega Pharma-Quick Step |  |
| Łukasz Wiśniowski  | 7 décembre 1991   | Pologne     |                             |  |

### Encadrement
Le manager général de l'équipe est le Tchèque Petr Kovač.
Elle dispose de deux directeurs sportifs, tchèques eux aussi : René Andrle et Pavel Padrnos.

## Bilan de la saison

### Victoires
| Date       | Course                                               | Pays      | Classe | Vainqueur          |
| ---------- | ---------------------------------------------------- | --------- | ------ | ------------------ |
| 30/03/2013 | 1re étape de la Boucle de l'Artois                   | France    | 2.2    | Louis Verhelst     |
| 05/04/2013 | 1re étape du Circuit des Ardennes international      | France    | 2.2    | Louis Verhelst     |
| 25/04/2013 | 1re étape du Tour de Bretagne                        | France    | 2.2    | Louis Verhelst     |
| 28/04/2013 | 4e étape du Tour de Bretagne                         | France    | 2.2    | Julian Alaphilippe |
| 02/06/2013 | Grand Prix Südkärnten                                | Autriche  | 1.2    | Julian Alaphilippe |
| 08/06/2013 | Tour de Slovaquie                                    | Slovaquie | 2.2    | Petr Vakoč         |
| 09/06/2013 | 1re étape du Tour de Thuringe                        | Allemagne | 2.2U   | Łukasz Wiśniowski  |
| 11/06/2013 | 3e étape du Tour de Thuringe                         | Allemagne | 2.2U   | Julian Alaphilippe |
| 20/06/2013 | Championnats de Pologne - Contre-la-montre espoirs   | Pologne   | NC     | Łukasz Wiśniowski  |
| 22/06/2013 | Championnats de Pologne - Course en ligne espoirs    | Pologne   | NC     | Łukasz Wiśniowski  |
| 06/07/2013 | 1re étape du Tour de la communauté de Madrid espoirs | Espagne   | 2.2U   | Petr Vakoč         |
| 07/07/2013 | Tour de la communauté de Madrid espoirs              | Espagne   | 2.2U   | Petr Vakoč         |
| 14/07/2013 | 4e étape du Czech Cycling Tour                       | Tchéquie  | 2.2    | Petr Vakoč         |
| 10/08/2013 | Mémorial Henryk Łasak                                | Pologne   | 1.2    | Florian Sénéchal   |
| 17/08/2013 | Grand Prix Kralovehradeckeho kraje                   | Tchéquie  | 1.2    | Petr Vakoč         |
| 06/09/2013 | 2e étape de l'Okolo Jižních Čech                     | Tchéquie  | 2.2    | Florian Sénéchal   |
| 08/09/2013 | Okolo Jižních Čech                                   | Tchéquie  | 2.2    | Florian Sénéchal   |

### Classement UCI
L'équipe Etixx-iHNed termine à la 14e place de l'Europe Tour avec 805 points.
| Rang | Coureur            | Points |
| ---- | ------------------ | ------ |
| 17   | Petr Vakoč         | 266    |
| 37   | Florian Sénéchal   | 171    |
| 64   | Julian Alaphilippe | 140    |
| 175  | Louis Verhelst     | 78     |
| 295  | Dieter Bouvry      | 47     |
| 298  | Patrick Konrad     | 47     |
| 406  | Karel Hník         | 35     |
| 562  | Łukasz Wiśniowski  | 20     |
| 579  | Daniel Hoelgaard   | 19     |